# Epistrophe nitidicollis
Epistrophe nitidicollis es una especie de sírfido. Se distribuyen por el holártico en Eurasia y América del Norte.